# Cancer

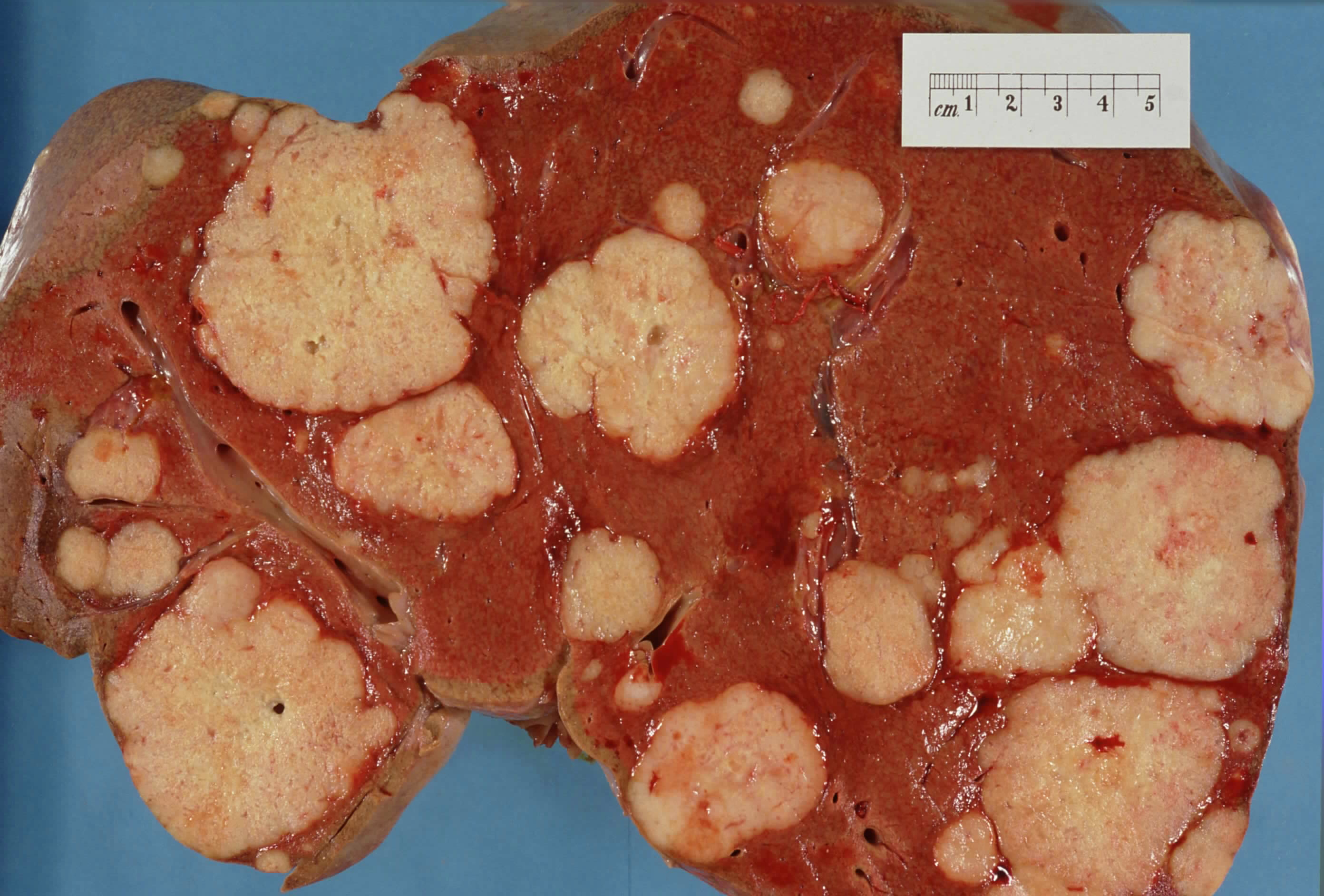
Metastaze hepatice ale unui cancer pancreatic

Cancerul cunoscut sub denumirea științifică de tumoare malignă sau neoplasm malign, este un grup de boli ce implică dezvoltarea anormală a celulelor cu potențial de a invada sau a se răspândi în alte părți ale corpului. Nu toate tumorile sunt canceroase; tumorile benigne nu se răspândesc la alte organe. Posibile semne și simptome includ, printre altele: un nodul nou apărut, sângerări anormale, tuse prelungită, pierdere în greutate fără explicație și modificări ale scaunelor. În timp ce aceste simptome pot indica existența cancerului, acestea pot apărea și din cauza altor probleme. Există peste 100 de tipuri diferite de cancer care afectează corpul uman.
Fumatul este cauza a circa 22% din decesele cauzate de cancer. Alte 10% se datorează obezității, unei diete necorespunzătoare, lipsei de activitate fizică și consumului de alcool. Printre alți factori se numără anumite infecții, expunere la radiații ionizante și poluanților de mediu. În țările în curs de dezvoltare aproape 20% din cancere sunt cauzate de infecții ca hepatita B, hepatita C și papilomavirusului uman. Acești factori acționează, cel puțin parțial, prin modificarea genelor unei celule. În mod obișnuit, multe asemenea modificări genetice sunt necesare până la dezvoltarea sau apariția cancerului. Aproximativ 5–10% din cancere se datorează defectelor genetice moștenite ereditar, de la părinți. Cancerul poate fi detectat prin anumite semne și simptome sau prin teste de depistare a cancerului. Apoi, în mod obișnuit, se fac alte analize și investigații prin imagistică medicală și se confirmă prin biopsie.
Multe tipuri de cancer pot fi prevenite prin menținerea unei greutăți corporale sănătoase, fără fumat și fără consum excesiv de alcool, consumând legume, fructe și cereale integrale din abundență, cu vaccinurile contra anumitor boli infecțioase, fără a consuma prea multă carne roșie și evitând expunerea excesivă la soare. Depistarea timpurie prin teste de depistare este utilă în cazul cancerului cervical și colorectal. Beneficiile testelor de depistare în cazul cancerului mamar sunt controversate. Cancerul este adesea tratat printr-o combinație de radioterapie, operație, chimioterapie și terapie vizată. Managementul durerii și a simptomelor joacă un rol important în îngrijirea bolnavilor. Îngrijirea paliativă este în special importantă în cazul bolnavilor în stadiu avansat. Șansele de supraviețuire depind de tipul de cancer și gradul bolii la începutul tratamentului. La copiii sub 15 ani la momentul diagnozei rata de supraviețuire de cinci ani în țările în curs de dezvoltare este de 80%. În cazurile de cancer în Statele Unite, rata medie de supraviețuire de cinci ani este atinsă de 66% din bolnavi.
În 2012 s-au depistat circa 14,1 milioane de noi cazuri de cancer la nivel global. Acestea au rezultat în circa 8,2 milioane de morți adică 14.6% din totalul deceselor umane. Cele mai frecvente tipuri de cancer la bărbați sunt cancerul pulmonar, cancerul de prostată, cancerul colorectal și cancerul de stomac, iar la femei cele mai des întâlnite tipuri de cancer sunt cancerul mamar, cancerul colorectal, cancerul pulmonar și cancerul cervical. Cancerul de piele în afară de melanom nu este inclus în aceste statistici iar dacă ar fi inclus, ar reprezenta cel puțin 40% din numărul total al cazurilor. La copii leucemia limfoblastică acută și tumorile creierului sunt cele mai comune cu excepția Africii unde limfomul non-Hodgkin este cel mai răspândit. În 2012 circa 165.000 copii sub vârsta de 15 ani au fost diagnosticați cu cancer. Riscul apariției cancerului sporește semnificativ odată cu înaintarea în vârstă și tot mai multe cazuri de cancer apar în special în țările dezvoltate. Ratele cresc pe măsura creșterii longevității și schimbării stilului de viață în țările în curs de dezvoltare. Implicațiile financiare legate de cancer au fost estimate la $1,16 trilioane dolari americani pe an în 2010.

## Cauze

### Substanțe chimice

Incidența cancerului pulmonar este foarte corelată cu fumatul.

Expunerea la anumite substanțe a fost legată de anumite tipuri de cancer. Aceste substanțe se numesc agenți cancerigeni.
Fumul de tutun, de exemplu provoacă 90% din cancerul pulmonar . De asemenea, provoacă cancer în laringe, cap, gât, stomac, vezică, rinichi, esofag și pancreas. Fumatul conține peste cincizeci de agenți cancerigeni cunoscuți, inclusiv nitrozamine și hidrocarburi aromatice policiclice .
Tutunul este responsabil pentru aproximativ unul din cinci decese cauzate de cancer în întreaga lume  și aproximativ unul din trei în lumea dezvoltată.
În Europa de Vest, 10% din cazurile de cancer la bărbați și 3% în cazurile de cancer la femei sunt atribuite expunerii la alcool, în special cancerele hepatice și ale tractului digestiv. Cancerul provenit din expunerea la substanțe legate de locul de muncă poate provoca între 2 și 20% dintre cazuri,  cauzând cel puțin 200 000 de decese .

### Infecții virale
Cauzele virotice ale diverselor tipuri de cancer:
- Hepatita B și C - ambele conduc la cancer hepatic;
- Virusul Papilloma HPV - cancer cervical;
- Celula Merkel poliomavirus - cancer de piele;
- Citomegalovirus - duce la apariția tumorilor pe creier chiar la tinerețe;
- Virusul Epstein-Barr - cancerul de sânge și al sistemului limfatic;
- Virusul XMRV - cancerul de prostată.

## Etapele formării unei tumori maligne

### Etapa de inițiere
Asupra celulelor acționează factori mutageni.

### Etapa de promovare
Celulele suferă modificări la nivelul materialului genetic.

### Etapa de progresie
Celulele încep diviziunea necontrolată, haotică.

## Diagnostic
Metodele de diagnostic pentru diagnosticul tumorilor - fie ele canceroase sau nu - sunt în special imagistice (ecografia, tomografia, RMN, etc), dar pentru un diagnostic corect este necesară examinarea anatomo-patologică a țesutului afectat, examenul microscopic confirmând și precizând natura cancerului. Fragmentele de țesut pentru analiză se pot obține prin biopsie sau prin intervenție chirurgicală deschisă sau laparoscopică, în cazul tumorilor solide, prin puncție în cazul țesuturilor moi ce pot fi aspirate în seringă (de exemplu prin puncție medulară, în cazul leucemiilor) sau prin puncție-biopsie cu ace speciale tăietoare cum este cazul biopsiei hepatice efectuată pentru diagnosticul cancerului hepatic.

## Prevenire și tratament
Multe tipuri de cancer pot fi prevenite prin menținerea unei greutăți corporale sănătoase, fără fumat și fără consum excesiv de alcool, consumând legume, fructe și cereale integrale din abundență, cu vaccinele contra anumitor boli infecțioase, fără a consuma prea multă carne roșie și evitând expunerea excesivă la soare. Depistarea timpurie prin teste de depistare este utilă în cazul cancerului cervical și colorectal. Beneficiile testelor de depistare în cazul cancerului mamar sunt controversate. Cancerul este adesea tratat printr-o combinație de radio terapie, operație, chemoterapie, și terapie vizată. Managementul durerii și a simptomelor joacă un rol important în îngrijirea bolnavilor. Îngrijirea paliativă este în special importantă în cazul bolnavilor în stadiu avansat. Șansele de supraviețuire depind de tipul de cancer și gradul bolii la începutul tratamentului. La copiii sub 15 ani la momentul diagnozei rata de supraviețuire de cinci ani în țările în curs de dezvoltare este de 80%. În cazurile de cancer din Statele Unite, rata medie de supraviețuire de cinci ani este atinsă de 66% din bolnavi.

### Tratamentul profilactic
Profilaxia primară în cancer vizează cauza bolii, atunci când aceasta este cunoscută, și eliminarea factorilor de risc.
Unele cancere sunt provocate de virusuri oncogene, și ar putea fi prevenite prin vaccinare împotriva virusului respectiv. Este cazul carcinomului hepatocelular, apărut pe fondul infecției cronice cu virusul hepatitei B și al cancerului de col uterin, care s-a dovedit că apare numai în prezența infecției cronice cu tipurile oncogene de papilomavirus uman (HPV). Vaccinul împotriva hepatitei B a intrat în uz la începutul anilor 1980, fiind introdus în Programul Național de Imunizare din România în 1995. În ceea ce privește HPV, există vaccinuri împotriva a 2 din tipurile oncogene de papilomavirus (16 și 18), responsabile de majoritatea cancerelor de col uterin (aprox. 70%). S-a dovedit că vaccinarea înainte ca organismul să vină în contact cu aceste tipuri de virus (adică înainte de începutul vieții sexuale) împiedică infecția ulterioară și previne apariția leziunilor precanceroase produse de aceste tipuri virale la nivelul colului uterin. Pe termen lung, se estimează că vaccinarea sistematică a fetelor va duce la o scădere importantă a incidenței cancerului de col uterin, prin eliminarea cazurilor datorate acestor 2 tipuri virale cancerigene. Totuși, deoarece vaccinul nu conferă protecție față de toate tulpinile virale oncogene, este necesar ca și femeile vaccinate să efectueze screening-ul periodic pentru depistarea precoce a cancerului de col. În România, vaccinurile împotriva HPV sunt disponibile pentru vaccinare opțională din anul 2007, iar vaccinarea gratuită împotriva HPV, finanțată din Programul Național de Oncologie, a fost introdusă în campanii școlare în toamna anului 2008 și s-a efectuat la fetele de 9-10 ani, în clasa a IV-a, numai cu acordul scris al părinților sau tutorilor. Ulterior, grupa de vârstă vizată a fost cea de 12-14 ani (clasa a VI-a și a VII-a), cu posibilitatea de vaccinare gratuită și a femeilor în vârstă de până la 24 de ani, la indicația medicului ginecolog.
Multe forme de cancer sunt asociate cu factori de mediu și pot fi prevenite. Dintre factorii de risc pentru apariția cancerului, care ar putea fi evitați, fac parte radiațiile ionizante (prin exces de proceduri de radiodiagnostic sau radioterapie), fumatul, diverse substanțe chimice sau medicamente implicate în carcinogeneză.
Profilaxia secundară vizează depistarea bolii prin metode de screening în stadiile incipiente, precanceroase, care sunt curabile prin tratament specific. Metoda de screening depinde de tipul de cancer vizat. De exemplu screeningul pentru cancerul pulmonar se realizează prin efectuarea anuală a examenului radiologic pulmonar. Metoda de screening pentru cancerul de col uterin este examenul citologic Babeș-Papanicolau, care în mod ideal ar trebui efectuat la toate femeile active sexual de 2 ori pe an sau măcar anual. Pentru cancerul de sân, pe lângă autopalpare sau palparea sistematică a sânului cu ocazia oricărui consult medical, există screeningul prin mamografie.

### Tratamentul curativ
Există 3 posibilități de tratament curativ al unui cancer: cură chirurgicală, chimioterapie și radioterapie. Fiecare din aceste metode poate fi aplicată singură sau, de regulă, în diverse combinații cu celelalte. Cura chirurgicală vizează îndepărtarea tumorii maligne și a țesuturilor invadate tumoral. Chimioterapia și radioterapia vizează distrugerea celulelor canceroase, atât din tumora primară, cât și de la nivelul metastazelor.

### Tratamentul paliativ
Cancerele depistate în stadii avansate nu sunt curabile. În aceste situații se aplică tratamente paliative, cu scopul de a controla simptomele supărătoare și a ameliora calitatea vieții pacienților aflați în stadii avansate de boală. Cel mai cunoscut simptom al cancerului care beneficiază de tratament paliativ este durerea canceroasă. Un alt exemplu este icterul mecanic prin compresie tumorală din cadrul neoplasmului de cap de pancreas, care beneficiază de tratament paliativ chirurgical.

## Evoluție și prognostic
Cancerele depistate și tratate în stadiile incipiente pot fi vindecate, iar cancerele depistate în stadii avansate sau netratate evoluează invariabil către deces. Potrivit OMS, cancerul este una dintre cauzele principale de deces în întreaga lume.

## Epidemiologie
În anul 2008, cancerul a cauzat 7,7 milioane de decese la nivel mondial, iar 1,5 milioane dintre acestea au fost provocate de infecții care ar fi putut fi prevenite sau tratate.
Un raport al Agenției Internaționale pentru Studiul Cancerului (IARC) - agenție a Organizației Mondiale a Sănătățtii – arată că, în 2030, vor ajunge să moara de cancer circa 13,2 milioane de oameni în fiecare an – aproape de două ori mai mulți decât în 2008.
În SUA, cancerul ucide aproximativ 1.500 de oameni pe zi și este a doua cea mai răspândită boală, după afecțiunile de inimă.
În România, ultimele statistici monitorizau 420.000 de bolnavi, iar anual sunt diagnosticate alte 95.000-96.000 de persoane, din care peste jumătate - în fază incurabilă.

## Tipuri de cancer după localizare
- Cancer de col uterin
- Cancer de colecist
- Cancer de colon
- Cancer de piele
- Cancer de prostată
- Cancer gastric
- Cancer hepatic
- Cancer tiroidian
- Cancer mamar
- Cancer osos
- Cancer pulmonar
- Cancer renal
- Cancer esofagian
- Cancer labial
- Cancerul testicular
- Leucemie
- Sarcom
- Cancer pancreatic

## Clasificare după histologie
- Carcinom
- Sarcom
- Leucemie
- Limfom
- Mielom
- Blastom
- Papilom
- Adenom

## Stadializarea cancerului
- Sistemul de stadializare TNM
- Stadializarea Ann Arbor
- Stadializarea Gleason
- Stadializarea Dukes